# Al-Hamadhani (krater)
Al-Hamadhani är en nedslagskrater på planeten Merkurius, med en diameter på ungefär 164 kilometer.
1979 uppkallades kratern efter den persiske författaren Badi' al-Zaman al-Hamadhani.